# G77

Členové skupiny (zeleně)

Skupina G77 při OSN je volná koalice rozvojových zemí, jejímž posláním je podpořit kolektivní ekonomické zájmy svých členů a zvýšit jejich vyjednávací schopnost při OSN. Zakládajícími členy bylo 77 států, ale od doby svého založení se organizace rozrostla na 130 členů. Uskupení bylo založeno 15. června 1964 vyhlášením „Společné deklarace sedmdesáti sedmi zemí“ na Konferenci OSN o obchodu a rozvoji (UNCTAD). První důležité setkání se konalo v roce 1967 v Alžírsku. Přijetím Alžírské charty byl položen základ pro stálé institucionální struktury.